# 大阪塔

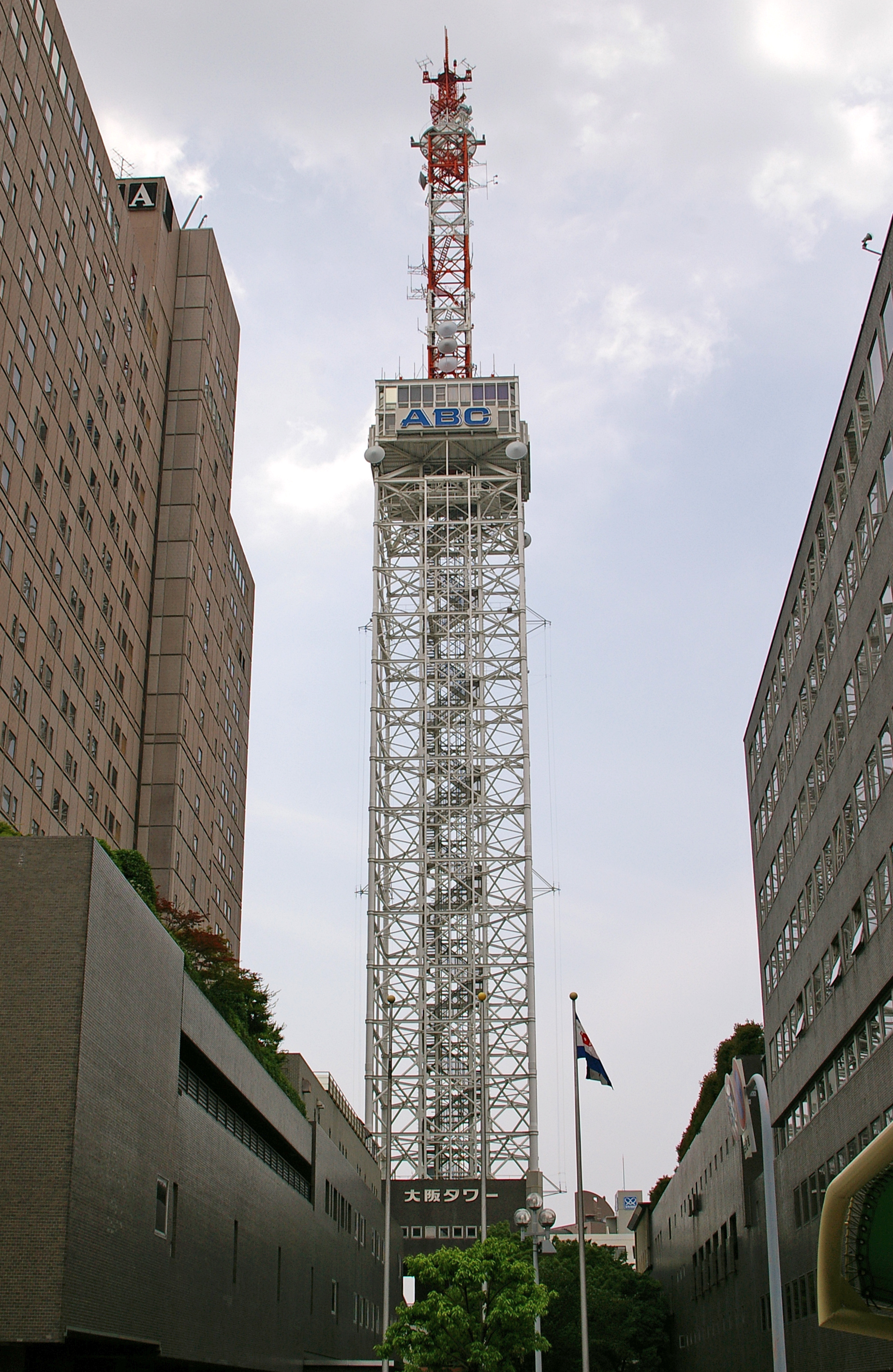
大阪塔

大阪塔（日语：大阪タワー、おおさかタワー）是一座位於大阪府大阪市北區大淀南的一座朝日放送（ABC、現朝日放送集團控股）所有的電波塔。大阪塔是朝日放送的廣播及電視訊號的發射塔，並且也是計程車、報社的電波中繼地點，在102公尺處設有瞭望台。1968年，大阪塔和朝日放送總部獲得第五屆BCS賞。大阪塔在2009年至2010年初被拆除。大阪塔的瞭望台也是ABC電視台晨間資訊節目《早安朝日》的攝影棚。
34°42′08″N 135°29′10″E / 34.7022°N 135.486°E